# Lingèvres
Lingèvres település Franciaországban, Calvados megyében. Lakosainak száma 451 fő (2022. január 1.). Lingèvres Bucéels, Hottot-les-Bagues, Juaye-Mondaye, Tilly-sur-Seulles, Trungy és Aurseulles községekkel határos.

## Népesség
A település népességének változása:
| Lakosok száma | 535  | 455  | 464  | 493  | 483  | 469  | 464  | 465  | 466  | 451  |
|               | 1968 | 1982 | 1990 | 2006 | 2013 | 2015 | 2017 | 2019 | 2020 | 2022 |